# Kwesi Adofo-Mensah
Kwesi Adofo-Mensah (geboren 1981 in Cherry Hill, New Jersey) ist ein US-amerikanischer Funktionär im American Football. Er ist seit 2022 General Manager der Minnesota Vikings in der National Football League (NFL). Zuvor war Adofo-Mensah auch bei den San Francisco 49ers und den Cleveland Browns tätig.

## Karriere
Adofo-Mensah stammt aus Cherry Hill, New Jersey. Er studierte Wirtschaftswissenschaften und machte seinen Bachelorabschluss an der Princeton University, bevor er seinen Master an der Stanford University erwarb. Anschließend arbeitete er als Portfolio-Manager für Taylor Woods Capital und als Rohstoffhändler für Credit Suisse. Im Jahr 2013 schloss Adofo-Mensah sich der Abteilung Football Research and Development bei den San Francisco 49ers aus der National Football League (NFL) an und wurde 2017 Vorsitzender dieser Abteilung. Zur Saison 2020 nahmen die Cleveland Browns ihn als Vice President of Football Operations unter Vertrag.
Am 26. Januar 2022 nahmen die Minnesota Vikings Adofo-Mensah als Nachfolger von Rick Spielman für die Position des General Managers unter Vertrag. Er erhielt einen Vierjahresvertrag im Wert von 12 Millionen US-Dollar.